# 維什基夫
48°43′37″N 23°39′26″E / 48.72694°N 23.65722°E

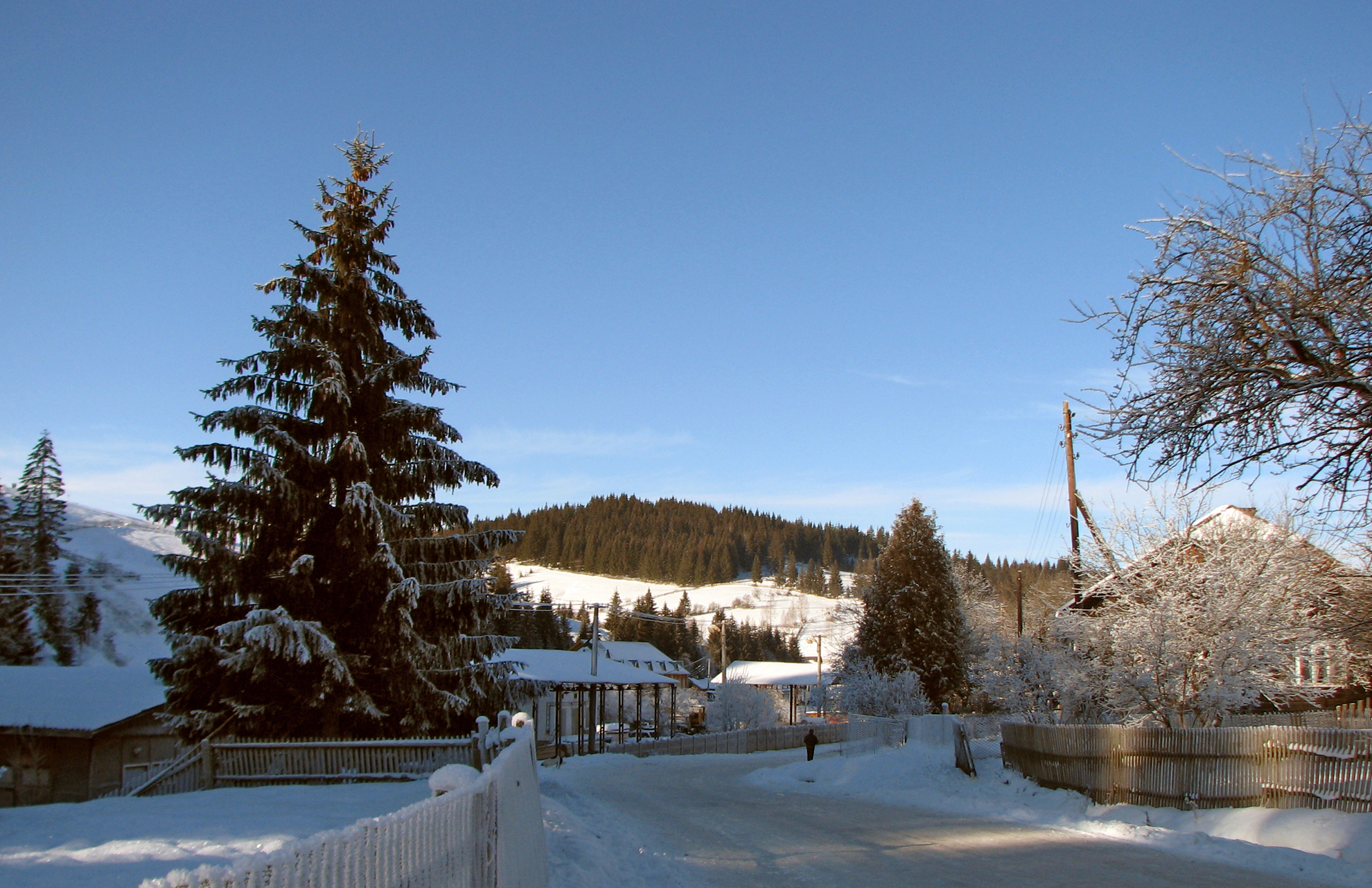

維什基夫（烏克蘭語：Вишків），是烏克蘭西部的村莊，隸屬伊萬諾-弗蘭科夫斯克州的卡盧什區。該村處於米尊卡河畔，始建於1678年，面積51.62平方公里，2001年人口651。